# Djibouti ved sommer-OL 2016
Djibouti konkurrerede ved sommer-OL 2016 i Rio de Janeiro, Brasilien fra 5. til 21. august 2016. Dette var landets ottende deltagelse ved sommer-OL. 